# Wałerija Hontarewa
Wałerija Ołeksijiwna Hontarewa, ukr. Валерія Олексіївна Гонтарева (ur. 20 października 1964 w Dniepropietrowsku) – ukraińska ekonomistka, prezes Narodowego Banku Ukrainy (2014-2018).

## Życiorys
Walerija Hontarewa do 1987 roku studiowała ekonomię na Narodowym Technicznym Uniwersytecie Ukrainy KPI. Od 1993 roku pracowała w sektorze bankowym na Ukrainie, w tym w kijowskim oddziale holendeskiego ING Group oraz francuskiego Société Générale. W 1997 roku ukończyła Narodowy Uniwersytet Ekonomiczny im. Wadyma Hetmana w Kijowie, uzyskując tytuł magistra ekonomii.
Od września 2013 roku do 17 czerwca 2014 roku była dyrektorem generalnym PAT Banku Awangard (ukr. ПАТ «Банк Авангард»). 19 czerwca 2014 roku objęła urząd prezesa Narodowego Banku Ukrainy, zastępując na tym stanowisku Stepana Kubiwa. Od 23 czerwca 2014 roku jest członkiem Rady Bezpieczeństwa Narodowego i Obrony Ukrainy.
Wałerija Hontarewa oświadczyła 10 kwietnia 2017 roku, że ustąpi ze swojego stanowiska. Hontarewa podczas konferencji prasowej w Kijowie poinformowała, że pod jej kierownictwem NBU zapewnił stabilność makrofinansową, zaś kraj przeszedł na elastyczny kurs walutowy i uruchomił nową politykę monetarną.
W październiku 2018 roku Wałerija Hontarewa wyjechała do Londynu, gdzie zamieszkała i podjęła pracę w Instytucie Stosunków Międzynarodowych London School of Economics.
Wałerija Hontarewa jest zamężna i ma dwóch synów. Włada językiem angielskim.